# Dinamo de Gramme

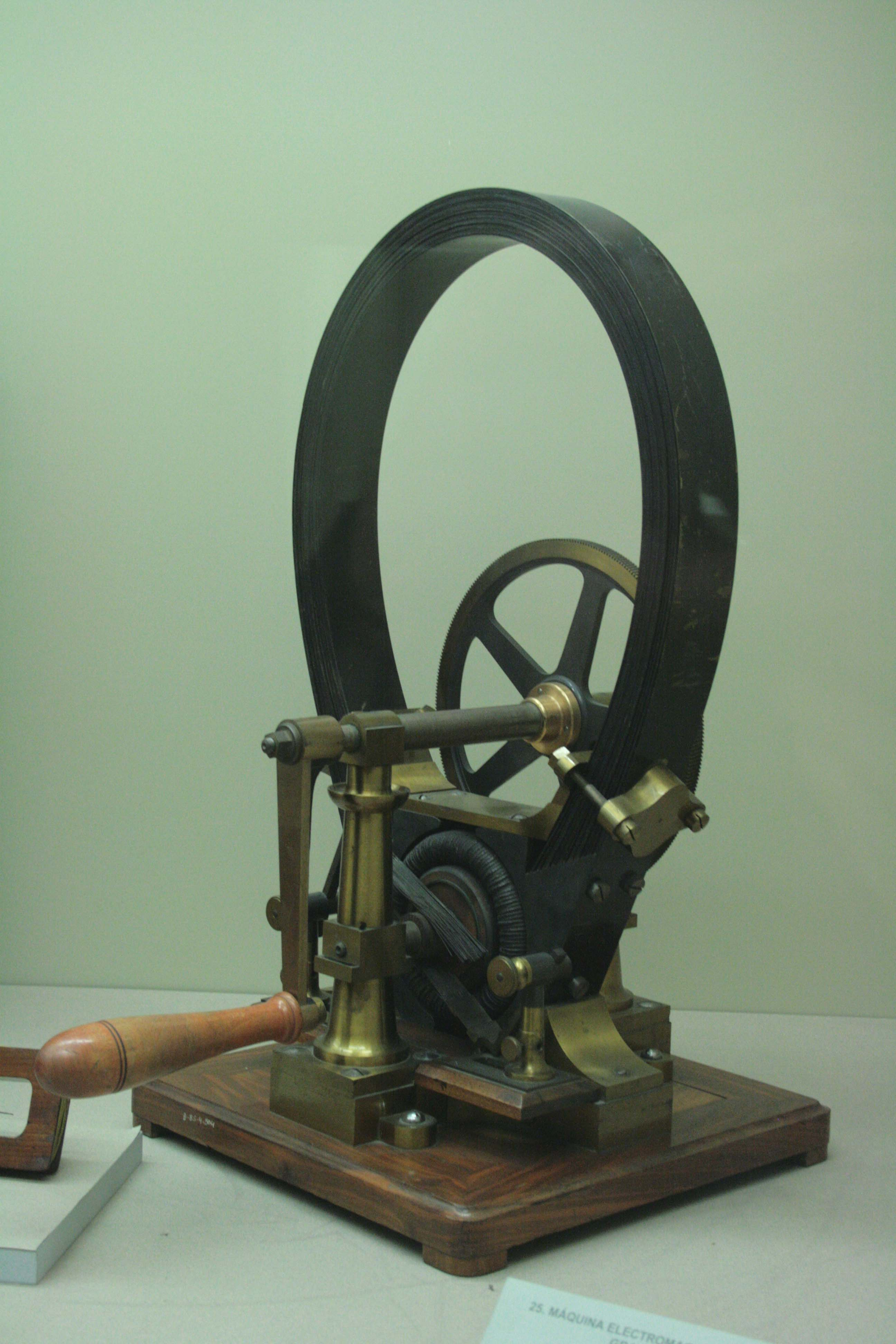
Una máquina de Gramme o magneto de Gramme

Una máquina de Gramme, anillo de Gramme, magneto Gramme o dinamo Gramme, es un generador eléctrico que produce corriente continua, nombrada en honor de su inventor belga, Zénobe Gramme, y fue construido tanto como una dinamo o un magneto. Fue el primer generador en producir energía a escala comercial para la industria. Inspirado por una máquina inventada por el italiano Antonio Pacinotti en 1860, Gramme desarrolló un nuevo rotor inducido en forma de un anillo envuelto en alambre (anillo de Gramme), que presentó oficialmente en 1873 durante la Exposición Internacional de Viena. Aunque popular en las máquinas eléctricas del siglo XIX, el principio del bobinado de Gramme ya no se usa, ya que hace un uso ineficiente de los conductores. La parte del devanado en el interior del anillo no corta flujo y no contribuye a la conversión de energía en la máquina. El devanado requiere el doble de giros y el doble de barras de conmutación al de un inducido equivalente enrollado en tambor.

## Descripción

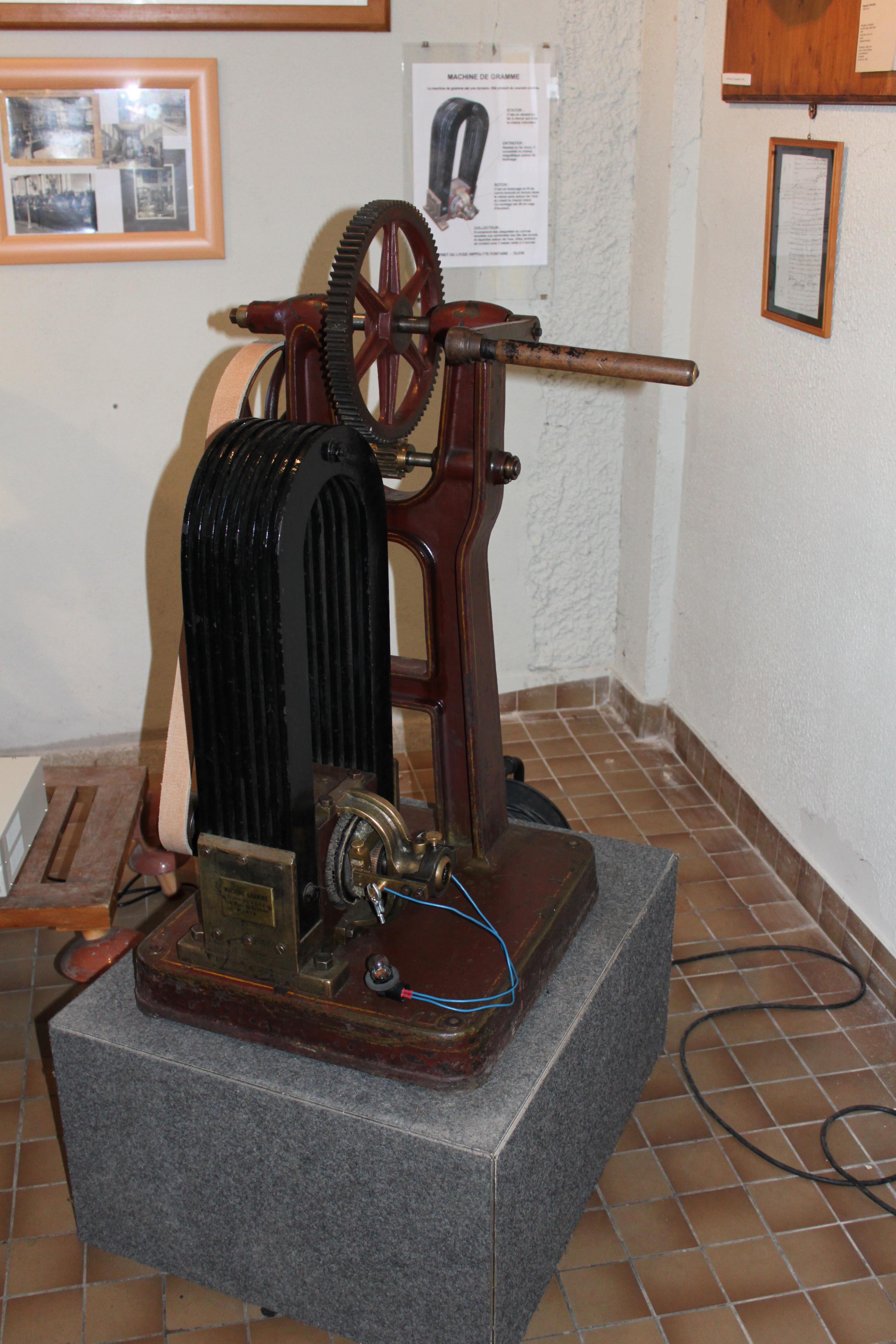
Máquina de Gramme en el museo de la Electricidad,en Dijon

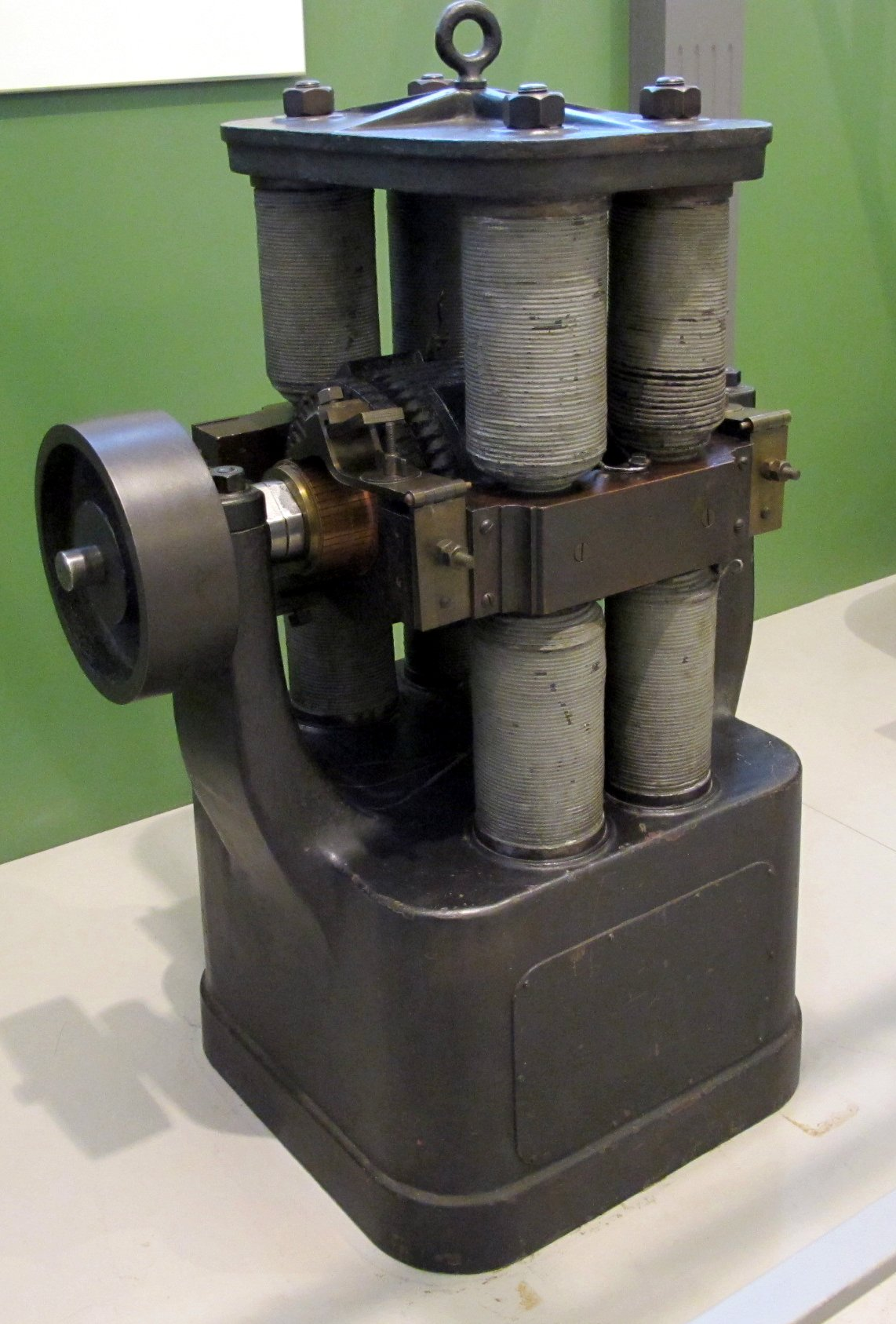
La máquina de Gramme que se expuso en la Exposición Universal de Viena en 1873 por la "Société des machines magnéto-électriques Gramme". Hermann Krupp la compró para su fábrica de artículos metálicos, donde suministró energía eléctrica desde 1874 hasta 1895 para el galvanizado de plata. El generador tiene ocho polos magnéticos y dos devanados de inducido de anillo. El rotor tiene dos circuitos separados.

La máquina de Gramme utilizaba un inducido de anillo, con una serie de bobinas de inducido, enrolladas alrededor de un anillo giratorio de hierro blando. Las bobinas están conectadas en serie, y la unión entre cada par está conectada a un conmutador en el que corren dos escobillas. Los imanes permanentes magnetizan el anillo de hierro suave, produciendo un campo magnético que gira alrededor de las bobinas en orden a medida que gira el inducido. Esto induce un voltaje en dos de las bobinas en lados opuestos del inducido, que se elimina con las escobillas.
Las tempranas máquinas electromagnéticas pasaban un imán cerca de los polos de uno o dos electroimanes, o bobinas giradas enrolladas en inducidos de doble T dentro de un campo magnético estático, creando picos o pulsos de corriente continua que producen una salida transitoria de baja potencia promedio, en lugar de una salida constante de alta potencia media.
Con más de unas pocas bobinas en el inducido del anillo de Gramme, la forma de onda del voltaje resultante es prácticamente constante, lo que produce casi un suministro de corriente  continua. Este tipo de máquina solo necesita electroimanes que produzcan el campo magnético para convertirse en un generador moderno.

## Invención del moderno motor eléctrico
Durante una demostración en la Exposición Universal de Viena en 1873, Gramme descubrió accidentalmente que este dispositivo, si se suministraba con una fuente de alimentación de voltaje constante, actuaría como un motor eléctrico. El socio de Gramme, Hippolyte Fontaine, conectó sin cuidado los terminales de una máquina de Gramme a otra dinamo que estaba produciendo electricidad, y su eje comenzó a girar. La máquina de Gramme fue el primer motor eléctrico potente útil como algo más que un juguete o una curiosidad de laboratorio. Hoy en día algunos elementos de este diseño forman la base de casi todos los motores eléctricos de corriente continua. El uso por parte de Gramme de múltiples contactos de conmutador con múltiples bobinas superpuestas, y su innovación en el uso de un inducido en anillo, fue una mejora en las dinamos anteriores y ayudó a marcar el desarrollo de dispositivos eléctricos a gran escala.
Los diseños anteriores de motores eléctricos eran notoriamente ineficientes porque tenían espacios de aire grandes o muy grandes en gran parte de la rotación de sus rotores. Las brechas largas de aire crean fuerzas débiles, lo que resulta en un par bajo. Un dispositivo llamado el motor de San Luis (aún disponible en las tiendas de suministros científicos), aunque no estaba destinado a hacerlo, muestra claramente esta gran ineficiencia y confunde gravemente a los estudiantes sobre cómo funcionan los motores reales. Estos primeros diseños ineficientes aparentemente se basaron en observar cómo los imanes atraían materiales ferromagnéticos (como el hierro y el acero) a cierta distancia. En el siglo XIX, a los ingenieros eléctricos les llevó varias décadas aprender la importancia de las pequeñas brechas de aire. Sin embargo, el anillo de Gramme tiene un espacio de aire relativamente pequeño, lo que mejoraba su eficiencia. (En la ilustración superior, la pieza grande con forma de aro es el imán permanente laminado; el anillo de Gramme es bastante difícil de ver en la base del aro).

## Principio de funcionamiento

Anillo de Gramme unipolar de una bobina

Esta ilustración muestra un anillo de Gramme simplificado unipolar, una bobina, y un gráfico de la corriente producida cuando el anillo gira una revolución. Si bien ningún dispositivo real utiliza este diseño exacto, este diagrama es un elemento fundamental para comprender mejor las siguientes ilustraciones.

Anillo de Gramme unipolar de dos bobinas

Un anillo de Gramme de un polo y dos bobinas. La segunda bobina en el lado opuesto del anillo está cableada en paralelo con la primera. Debido a que la bobina inferior está orientada de forma opuesta a la bobina superior, aunque ambas inmersas en el mismo campo magnético, la corriente forma un anillo a través de los terminales en las escobillas.

Anillo de Gramme bipolar de cuatro bobinas

Un anillo de Gramme de dos polos y cuatro bobinas. Las bobinas de A y A' se suman juntas, al igual que las bobinas de B y B', produciendo dos pulsos de potencia 90° fuera de fase entre sí. Cuando las bobinas A y A' tiene la salida máxima, las bobinas B y B' están en salida cero.

Anillo de Gramme tripolar de seis bobinas

Un anillo de Gramme de tres polos y seis bobinas, y una gráfica de los tres polos combinados, cada uno a 120° fuera de fase entre sí y sumando juntos.

## Bobinas de tambor

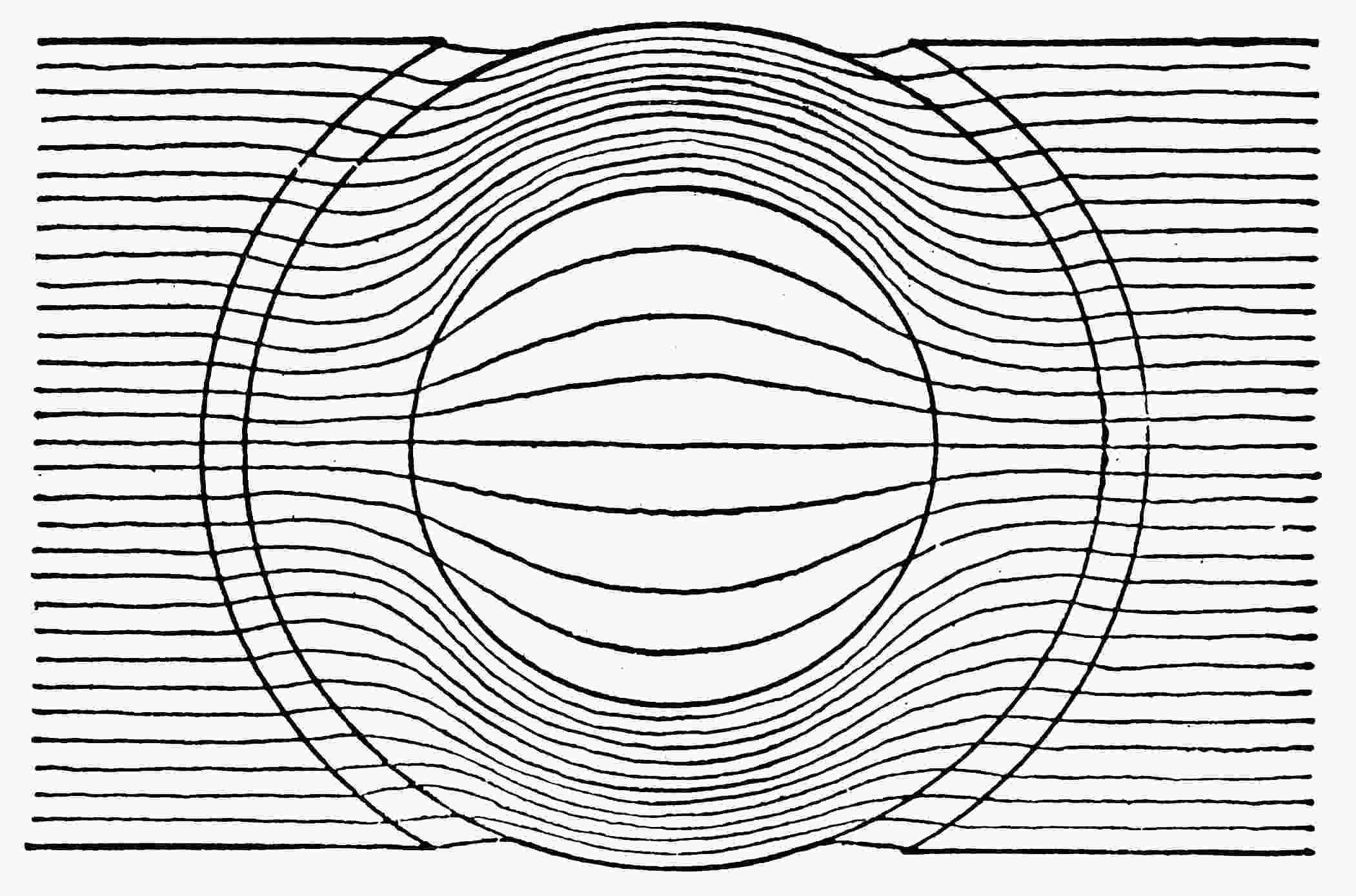
Diagrama de las líneas magnéticas a través de un anillo de Gramme, que muestra las pocas líneas de fuerza magnética que cruzan la brecha central.

Si bien el anillo de Gramme permitía una salida de potencia más estable, sufría una ineficiencia en el diseño técnico debido a cómo las líneas de fuerza magnética pasan a través del inducido de anillo. Las líneas de campo tienden a concentrarse y seguir la superficie del metal del anillo hacia el otro lado, con relativamente pocas líneas de fuerza penetrando en el interior del anillo.

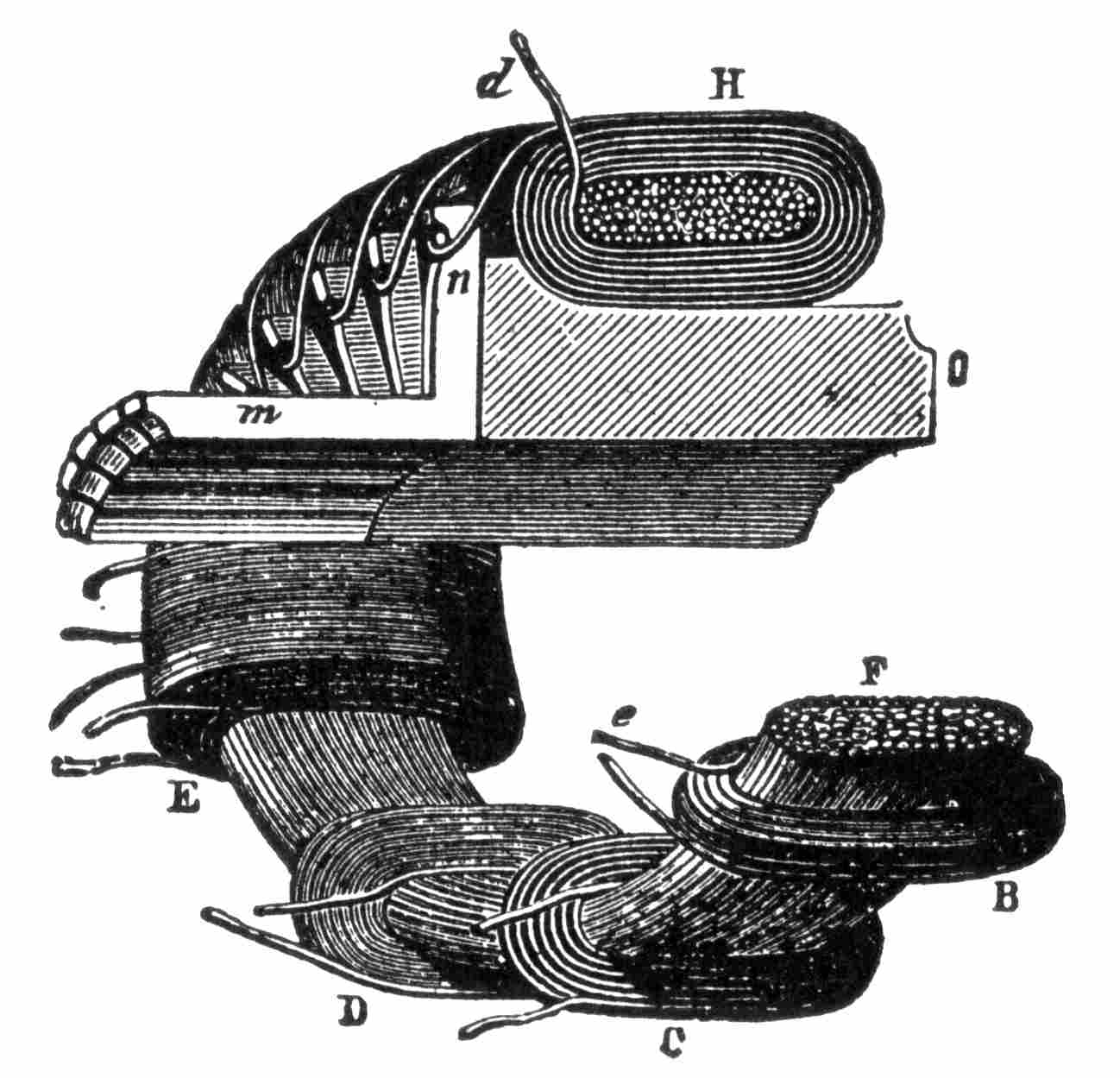
Forma temprana del inducido del anillo de Gramme con bobinas que penetran en el interior del anillo

En consecuencia, los devanados interiores de cada bobina pequeña son mínimamente eficaces para producir energía porque cortan muy pocas líneas de fuerza en comparación con los devanados en el exterior del anillo. Los devanados interiores son efectivamente alambres muertos y solo agregan resistencia al circuito, lo que reduce la eficiencia.
Los intentos iniciales de insertar una bobina de campo estacionaria en el centro del anillo para ayudar a las líneas a penetrar en el centro resultaron ser demasiado complejos de diseñar. Además, si las líneas penetraban en el interior del anillo cualquier e.m.f. producida se habría opuesto a la e.m.f. desde el exterior del anillo porque el alambre en el interior estaba orientado en la dirección opuesta al del exterior, habiendo girado 180 grados a medida que se enrollaba.
Finalmente, se descubrió que era más eficiente enrollar un solo bucle de cable a través del exterior del anillo y simplemente no permitir que ninguna parte del bucle pasara por el interior. Esto también reducía la complejidad de la construcción, ya que un devanado grande que se extiende a lo ancho del anillo puede reemplazar a dos devanados más pequeños en los lados opuestos del anillo. Todos los inducidos modernos utilizan este diseño enrollado externamente (tambor), aunque los devanados no se extienden completamente a través del diámetro; son más afines a las cuerdas de un círculo, en términos geométricos. Los devanados vecinos se superponen, como se puede ver en casi cualquier motor moderno o rotor de generador que tiene un conmutador. Además, los devanados se colocan en ranuras con una forma redondeada (como se ve desde el extremo del rotor). En la superficie del rotor, las ranuras son tan anchas como sea necesario para permitir que el cable aislado pase a través de ellas mientras se enrollan las bobinas.

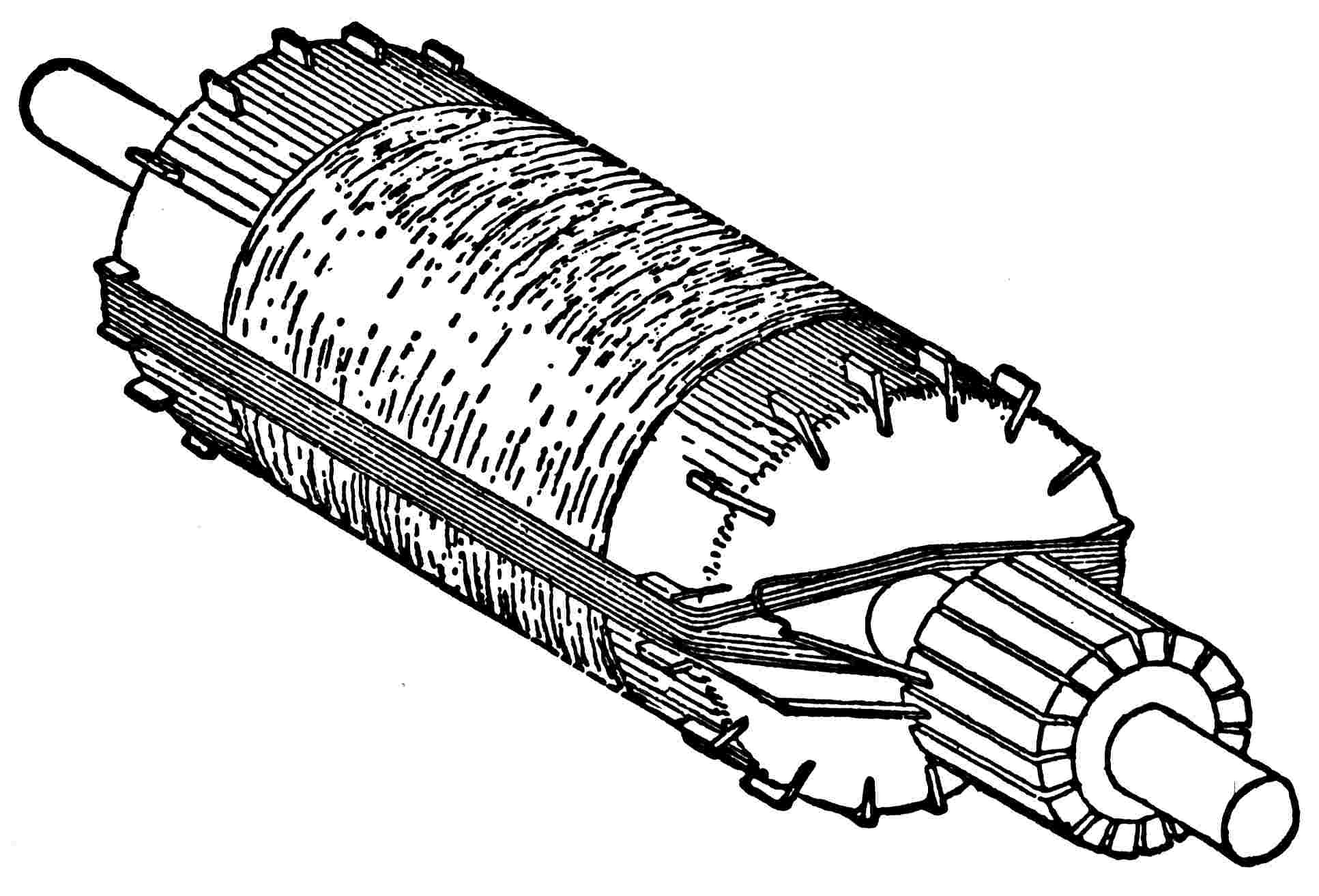
Ejemplo de un solo enrollado alrededor del exterior de un núcleo de tambor sin cables que penetren en el interior.

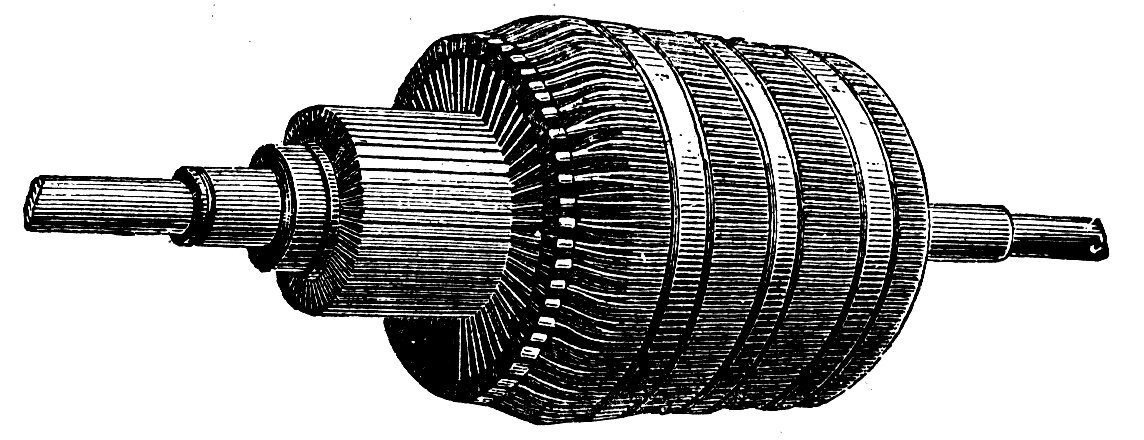
Diseño moderno del anillo de Gramme, envuelto solo alrededor del exterior del núcleo.

Si bien el anillo hueco ahora podría reemplazarse con un núcleo cilíndrico sólido o tambor, el anillo aún demuestra ser un diseño más eficiente, porque en un núcleo sólido las líneas de campo se concentran en una región de superficie delgada y penetran de manera mínima en el centro. Para un inducido muy grande de generación de energía de varios pies de diámetro, usar un inducido de anillo hueco requiere mucho menos metal y es más liviano que un inducido de tambor de núcleo sólido. El centro hueco del anillo también proporciona una vía para la ventilación y el enfriamiento en aplicaciones de alta potencia.
En inducidos pequeños, un tambor sólido se usa a menudo simplemente para facilitar la construcción, ya que el núcleo se puede formar fácilmente a partir de una pila de discos de metal estampados y enclavados en una ranura en el eje.